# Beauceant
Il Beauceant (anche Bauçant, Baucéans, Bassant, Beauséant, Baussant) era il vessillo dei cavalieri Templari, formalmente una bandiera o gonfalone, anche detto confanon baussant o Vexillum Balzanum.

## Etimologia
Si tratta di uno stendardo bipartito, ossia diviso in due parti simmetriche, una bianca ed una nera, caratteristica da cui deriverebbe il suo nome, secondo quanto attribuitogli da Frédéric Godefroy nel suo "Dictionnaire de l'ancienne langue française et de tous ses dialectes du IXe au XVe siècle". 

Stando invece all'interpretazione di Oddvar Olsen in “The Temple Antiquities: the Templar papers II, Vol.2 “il termine deriverebbe dal provenzale bausan, a sua volta derivato dall'italiano balza, che significa bordo, fascia. La balzana in araldica indica infatti uno scudo o stemma bipartito orizzontalmente. 

Potrebbe poi derivare dal termine provenzale balzan, che si riferisce ad una particolare tipologia di cavallo dal manto nero, avente macchie bianche sugli arti (detto appunto cavallo balzano in italiano).  

Un'ulteriore interpretazione dell'etimologia del termine ci viene fornita dal motto che appariva sullo stendardo: "Vaucent" (dal francese vaut cent, in italiano vale cento), adottato come simbolo del valore e del coraggio di questi fieri cavalieri. «Portavano i Templari uno stendardo bianco e nero nel quale era scritto questo motto, Vaucent, che nell'italiana lingua suona val cento, volendo accennare al fatto che ognuno di loro armato di fede ed aiutato dal favore divino valeva cento dei nemici ed infedeli. E dietro a questo stendardo andavano i Templari cantando quel verso dal salmista: Non nobis, Domine, non nobis, sed nomini tuo da gloriam''
(“Non a noi, o Signore, ma al tuo nome dà gloria”. Il testo è la traduzione dei versetti del Salmo 113.9 Antica Vulgata della Bibbia o del Salmo 115.1 numerazione ebraica).
Fu forse quello stendardo evidente presagio di ciò ch' esser doveva di quella militia» [...] Historia della sacra religione et illustrissima militia di S. Giovanni Gierosolimitano di Giacomo Bosio.  

Secondo l'interpretazione di Jacques de Vitry, storico dell'epoca e Vescovo di San Giovanni d'Acri, i Templari erano «dei leoni in guerra, degli agnelli in pace», concetto che si rispecchierebbe nella scelta dei colori del loro vessillo: il nero a simbolizzare la ferocia dei Templari verso i loro nemici, mentre il bianco a rappresentarne la benevolenza per gli amici.

esempio di vessillo

## Colori e forma
Disparate sono anche le versioni del vessillo, molto probabilmente dovute a successivi adattamenti avvenuti nel tempo: nella "Chronica Majora" del monaco benedettino e storico Matthew Paris lo si descrive d'argento con estremità superiore nera; Giancarlo Pucci nel suo "L'ordine del Tempio: storia e condanna dei templari" ci ricorda che «nel 1130 Baldovino II vide arrivare Hugues de Payns preceduto dallo stendardo il Beauceant partito di bianco e nero»;  in uno degli affreschi del XIII secolo della chiesa di San Bevignate a Perugia (vedi Complesso Templare di San Bevignate) possiamo tutt'oggi apprezzarlo come uno spaccato nero e bianco, con croce patente a cavallo delle due porzioni. Lo stesso Jacques de Vitry menziona le “gonfanon baucent” ed il “Baucent” adornati dalla croce vermiglia dei cavalieri. Cronisti dell'epoca si sbizzarriscono nel rappresentarlo come orifiamma o pennone, che veniva portato sulla punta delle lance, avente forma di lunga fiamma a 3 code interamente bianca e provvista di una croce patente rossa, oppure come semplice vessillo a 2 punte diviso “per fesse” ovvero orizzontalmente. 

Quel che è certo è che nella Regola  dell'Ordine del tempio, approvata nel 1129 durante il Concilio di Troyes, non ci sono riferimenti alla croce, mentre la troviamo menzionata nella bolla pontificia “Omne datum optimum” emanata da Papa Innocenzo II nel 1139 e sappiamo che nel 1147 papa Eugenio III concesse ai Templari l'uso della croce patente.

croce patente

A proposito di interpretazioni e colori, Robert Macoy in "History of the Knight Templars" ci fa notare quanto sia interessante il parallelo con il simbolismo metaforico orientale. Durante le guerre Saracene venivano esposte in sequenza: il primo giorno la bandiera bianca, ad indicare che il nemico doveva arrendersi, quella nera il secondo giorno, a simbolizzare il sangue di pochi, quella rossa il terzo giorno, che significa la distruzione universale.  

Pur sorvolando le possibili influenze arabe, non dobbiamo dimenticarci che i Templari erano dei monaci tanto quanto dei cavalieri e nel simbolismo tradizionale i colori bianco e nero rappresentano l'aspetto spirituale e quello temporale del loro mandato, la duplicità insita nella natura dell'Ordine, monastico e guerriero, oltre all'ovvia interpretazione dualistica del bene contro il male, del cielo e della terra, della luce e delle tenebre. «E su tutti una croce, rossa come il sangue, cha esprime la prontezza al martirio e indica la loro appartenenza». 

Per completezza citiamo infine le congetture in merito alle influenze esoteriche ed occultiste ravvisabili secondo alcuni storici nelle filosofie templari, influenze che porterebbero ad interpretare lo schema di colori bianco e nero quali rappresentazione delle due forze cosmiche opposte e complementari in costante dinamismo.

## Utilizzo
La Regola detta che in tempi di pace questo emblema militare veniva custodito nella residenza del Maestro, mentre in guerra doveva essere difeso da fratelli-cavalieri, fino ad un numero di 10. Questi dovevano proteggerla al meglio delle loro possibilità, non dovendo ciascuno di essi abbandonare il gonfalone per alcuna ragione; perderlo o lasciarlo cadere nelle mani del nemico veniva considerato come un disonore che avrebbe esposto il cavaliere ad una severa punizione, che poteva arrivare fino all'esclusione dall'ordine. 

Il portatore dell'insegna (gonfaloniere, vessillifero o Balcanifer), era una carica di responsabilità eletta fra i sergenti dal Siniscalco o dal Maresciallo. 

Uno degli scopi pratici principali del Beauceant era indicare il punto di raduno dei Templari sul campo di battaglia ma il drappo, oltre che insegna che accompagna i cavalieri in guerra, assunse il significato simbolico di legittimazione per mandato celeste, comandamento Donato, che conduce alla vittoria e permette di distruggere le forze negative. Di ritorno dal campo il vessillo tornava a sventolare sulla tenda del Maestro. Stando a quanto riportato da C.G. Addison il Beauceant venne utilizzato per la prima volta nel 1146 allorché i Templari si prepararono ad attaccare Damasco. In questa occasione il maestro del tempio Everad des Barres accompagnò Luigi VII di Francia nella seconda crociata, ma sfortunatamente non cita la fonte da cui trae l'informazione.